# Jūken Sentai Gekiranger
Jūken Sentai Gekiranger (獣拳戦隊ゲキレンジャー Jūken Sentai Gekirenjā?) (traducido como Escuadrón del Puño de la Bestia Gekiranger) es la 31.ª temporada de la franquicia Super Sentai Series, producida por Toei Company y emitida en TV Asahi del 18 de febrero de 2007 al 10 de febrero de 2008, constando de 49 episodios.

## Argumento
Hace 4.000 años, en China, se creó un estilo de artes marciales llamado Jūken (獣拳?) ("el puño de la bestia"). Se trata de un estilo en el que el artista imita las habilidades de los animales al mismo tiempo que intenta alcanzar la paz espiritual. Sin embargo, surgió disidencia entre los diez estudiantes del creador del estilo, Brusa Ee. Tres de ellos creían que debían usar el sufrimiento y el odio del ser humano para incrementar su poder, y usaron sus poderes para asumir formas monstruosas y convertirse en los Kenma. Después de que Brusa fuera asesinado, los seguidores de los Kenma crearon una forma maligna del estilo Jūken denominada Rin Jūken Akugata. Los otros siete pensaban que la verdadera fuerza viene de dentro, y se enzarzaron con sus antiguos compañeros en una gran guerra, que acabó cuando utilizaron una técnica prohibida para sellar a los Kenma a costa de perder sus propias formas humanas en el proceso, convirtiéndose en los siete Kensei. Los seguidores de los Kensei crearon la escuela Geki Jūken Beast Arts, el Jūken de la justicia, cuya disciplina deportiva fortalece el cuerpo humano mediante el autoproducido Qì positivo. Lo enseña uno de los siete Kensei, Master Xia Fu, usando una compañía de venta de artículos deportivos llamada "SCRTC" como tapadera.
En la actualidad, un estudiante de Geki Jūken caído en desgracia llamado Rio se pasó al estilo Rin Jūken, reconstruyendo la escuela maligna y resucitando de entre los muertos a los antiguos miembros del estilo como kyonshi para que recojan Rinki, la energía opuesta al Geki, que surge a partir del sufrimiento y de los gritos de los seres humanos a los que atacan. Con él, Rio pretende resucitar a los tres Kenma para hacerse más fuerte a través de ellos. Para luchar contra ellos, Xia Fu ha estado entrenando a dos jóvenes, Ran y Retsu. Junto a Jan Kandōm un chico salvaje que se crio entre tigres en un bosque, se forma el grupo de los Gekiranger para luchar contra el Rin Jūken.

## Personajes

### Gekiranger
Geki Jūken Beast Arts (激獣拳ビーストアーツ Geki Jūken Bīsuto Ātsu?) es la escuela a a la que pertenecen los usuarios del Geki Jūken. Aquellos que la practican usan una forma de Qì en sus cuerpos que manifiesta su pasión por la justicia y que se llama Geki  (激気（げき）?  "Qi Feroz") como su fuente de poder. La forma extrema de Geki se denomina Kageki (過激気（かげき）?  "Qi Extremo"), y se manifiesta cuando el usuario domina los tres aspectos del "triángulo" ("corazón", "técnica" y "cuerpo") y manifiesta en su mente la intención desprendida de proteger a los otros. La compañía de artículos deportivos SCRTC (スクラッチ Sukuratchi?) (pronunciado como la palabra inglesa "scratch", "rascar"), sirve como tapadera de la escuela de artes marciales. Los tres primeros Gekiranger dominan cada uno de los tres extremos del triángulo, por lo que se complementan a la perfección como grupo. El lema del equipo es "¡El ardiente Geki es prueba de justicia!"
- Jan Kandō (漢堂 ジャン Kandō Jan?)/Geki Red (ゲキレッド Geki Reddo?): Practica el estilo Geki Jū Tiger-Ken (激獣タイガー拳 Geki Jū Taigāken?), con el poder del tigre, y aunque aún es novato, su especialidad es el poder y los movimientos Hu Quan. Es un chico salvaje que se crio entre tigres en lo más profundo de un bosque. Sus sentidos están lo suficientemente entrenados como para sentir el qi igual que Xia Fu, quien reclutó a Jan porque vio que personificaba el "Cuerpo" de un Gekiranger: la resistencia a la mayoría de las formas de dolor. Aunque al principio no comprende ciertos conceptos del entrenamiento, pronto se pone al día y aprende a una gran velocidad. No conoce muchas palabras comunes, así que describe las cosas con palabras como "niki-niki", "zowa-zowa", "waki-waki", etc, su propio lenguaje personal. Como fue criado entre animales, es muy ignorante y necesita aprender sobre el "corazón". Su lema es "En mi cuerpo fluye poder infinito. Unbreakable Body, Geki Red!" (体にみなぎる無限の力 「アンブレイカブル・ボディ」 ゲキレッド！ Karada ni minagiru mugen no chikara. "Anbureikaburu Bodi," Geki Reddo!?).
- Ran Uzaki (宇崎 ラン Uzaki Ran?)/Geki Yellow (ゲキイエロー Geki Ierō?): La primera yellow Ranger en ser la única mujer. Es una empleada de la SCRTC y practicante del estilo Geki Jū Cheetah-Ken (激獣チーター拳 Geki Jū Chītāken?), con el poder del guepardo, usando una combinación de velocidad Wing Chun y precisión en sus ataques. Xia Fu la nombra la capitana de los Gekiranger. Como personificación del "corazón", confía más en la voluntad que en la técnica cuando pelea. Íntegra y honesta, siempre intenta hacer las cosas como es debido. Su fuerte es la velocidad, pero su reticencia a preocuparse de los pequeños detalles hace su "técnica" muy pobre. Su lema es "Diligencia día a día, refinando mi corazón. Honest Heart, Geki Yellow!" (日々是精進、心を磨く 「オネスト・ハート」 ゲキイエロー！ Hibi kore shōjin, kokoro o migaku. "Onesuto Hāto," Geki Ierō!?).
- Retsu Fukami (深見 レツ Fukami Retsu?)/Geki Blue (ゲキブルー Geki Burū?): Es un empleado de la SCRTC y practicante del estilo Geki Jū Jaguar-Ken (激獣ジャガー拳 Geki Jū Jagāken?), con el poder del jaguar, usando técnicas Piguaquan. Era un niño cuando su hermano mayor Gō fue dado por muerto al creérsele asesinado por Rio. Esto traumatizó severamente a Retsu, hasta el punto de que años más tarde aún guardaba un profundo odio hacia Rio. Al principio tenía una prometedora carrera como pintor, pero la aparcó para aprender el mismo estilo de lucha que su hermano mayor, no por venganza, sino para encontrar la misma motivación que le daba a Gō. Retsu es muy inteligente, pero también egoísta, no se interesa por otros, y da la impresión de una extrema frialdad, aunque esto va cambiando según avanza la serie. Piensa que la victoria debería ser como una pintura, completa y algo que mueva tus emociones. Por tanto su punto fuerte es la "técnica", pero el exceso de la misma reduce su resistencia, siendo su punto débil el "cuerpo". Su lema es "La gran flor coloreada con la técnica. Fantastic Technique, Geki Blue!" (技が彩る大輪の華 「ファンタスティック・テクニック」 ゲキブルー！ Waza ga irodoru tairin no hana. "Fantasutikku Tekunikku," Geki Burū!?).
- Gō Fukami (深見 ゴウ Fukami Gō?)/Geki Violet (ゲキバイオレット Geki Baioretto?): Es el cuarto miembro en incorporarse al equipo, y practicante del estilo Geki Jū Wolf-Ken (激獣ウルフ拳 Geki Jū Urufuken?), con el poder del lobo, y fue estudiante junto a Rio y Miki. Es el hermano mayor de Retsu, y muy protector suyo desde que los padres de ambos murieron y pasaron su infancia en una iglesia. Fue allí donde Gō obligó a Retsu a prometer nunca seguir el camino del Jūken, antes de partir para enfrentarse a Rio y nunca volver. Al principio se creía que Rio le había matado, pero lo que ocurrió fue que utilizó una forma imperfecta de la técnica prohibida Geki Waza, intentando derrotar a Rio como los Kensei hicieron con los Kenma en el pasado. Pero fracasó, y Gō se transformó en un hombre lobo que estuvo vagando por el mundo durante 15 años, sin recuerdo ni control sobre sí mismo durante ese tiempo. Cuando por fin recuperó su forma humana, quedó impresionado por todos los cambios que habían ocurrido en esos 15 años. También se enfadó un poo al descubrir que Retsu le había desobedecido al unirse al Geki Jūken. Aunque está del lado del Geki Jūken, a Gō le falta la pasión por la justicia, y solo pelea por sí mismo. Esto hizo que creara una forma personal y peligrosa de Geki desarrollada por sí mismo llamada Shigeki (紫激気（しげき）?  "Qi Feroz Violeta"), y también reinventó el Wolf-Ken en su propio estilo personal, el Estilo Fukami (深見流 Fukamiryū?), una variación del Wolf-Ken que usa movimientos Muay Thai. Sin embargo, Xia Fu creía en que Gō de verdad guardaba en su interior la pasión por la justicia, y le entregó el GongChanger que creó específicamente para él. Tras mucha búsqueda de sí mismo y peticiones de los otros, accedió a convertirse en Geki Violet, y al final logró vencer a la bestia de su interior gracias a la ayuda de Bae.[1][2] Su lema es "¡Emoción, mi estilo, hasta el límite de mi voluntad! Iron Will, Geki Violet!" (刺激、俺流、わが意を尽くす 「アイアン・ウィル」 ゲキバイオレット！ Shigeki, ore ryū, waga i o tsukusu. "Aian Wiru," Geki Baioretto!?).
- Ken Hisatsu (久津 ケン Hisatsu Ken?)/Geki Chopper (ゲキチョッパー?  Geki Choppā): Es un prodigio que se entrenó por separado hasta dominar uno de los más antiguos estilos de lucha de las Beast Arts, el Geki Jū Rhinoceros-Ken (激獣ライノセラス拳 Geki Jū Rainoserasuken?), con el poder del rinoceronte. Fue una forma de superar el dolor de perder a su madre de pequeño. Originalmente se suponía que iba a ayudar a Ran y Retsu, pero se marchó para viajar por el mundo cuando su Geki Changer se rompió, y para colmo de males, vendió la SoZyuTo que le entregó Xia Fu para conseguir dinero para el viaje. Es un espíritu libre que no deja que sus propios talentos y sus lazos familiares con el Geki Jūken sean lo único por lo que se le conozca. Puede utilizar el Diamante Duro Geki (激気研鑽 Geki Kensan?), una técnica de karate en la que condensa su Geki hasta formar una cuchilla de diamante en su mano con la que puede cortar cualquier cosa. Suele usar frecuentemente la palabra "Ossu" (押忍?), un término del karate que significa "paciencia conmigo mismo y con otros". Su lema es "Habilidad refinada, el futuro cortado de par en par por uno mismo. Amazing Ability, Geki Chopper" (才を磨いて、己の未来を切り開く 「アメイジング・アビリティ」 ゲキチョッパー！ Sai o migaite, onore no mirai o kirihiraku. "Ameijingu Abiritī," Geki Choppā!?).

### Aliados
- Miki Masaki (真咲 美希 Masaki Miki?) es una ejecutiva de alto rango en SCRTC, directora del departamento de investigación especial y responsable del diseño de la mayoría de las armas de los Gekiranger. Es la ayudante de Xia Fu, y también una estudiante ella misma del Geki Jūken, dominadora del estilo Geki Jū Leopard-Ken (激獣レオパード拳 Geki Jū Reopādoken?), con el poder del leopardo.
- Los Siete Kensei (七拳聖 Shichi Kensei?, Sabio del Puño): Son los legendarios creadores del estilo Geki Jūken, originalmente bajo la tutela de Brusa Ee. Cuando sus tres compañeros estudiantes se separaron y fundaron el Rin Jūken convirtiéndose en los tres Kenma, asesinaron a Brusa Ee por la espalda, y los dos grupos lucharon uno contra otro en la rebelión Geki-Rin. Los Kensei acabaron con la horrible batalla usando una técnica prohibida, la Geki Waza, que selló los cuerpos de los Kenma y forzó a los Kensei a permanecer en sus formas animales actuales. Tras ello, los siete hicieron un juramento de no violencia, por el que solo lucharían en defensa propia.
  - Master Xia Fu (マスター・シャーフー Masutā Shā Fū?): Es un gran maestro del estilo Geki Jū Felis-Ken (激獣フェリス拳 Geki Jū Ferisuken?). Es el mentor de los Gekiranger y líder de los Kensei, dominador de los tres aspectos del Qi y capaz de canalizar Geki. Xia Fu tiene la apariencia de un envejecido gato caracal antropomórfico, y normalmente tiene los ojos cerrados, abriéndolos solo cuando se pone serio o cuando siente el Qi de los Akugata. Le encanta que le rasquen el cuello, y Jan suele llamarle simplemente "gato" (猫 Neko?). Siempre lleva un pequeño triángulo con él. Su lema es "En la vida cotidiana hay entrenamiento" (暮らしの中に修行あり Kurashi no naka ni shugyō ari?), ya que su entrenamiento siempre involucra que los Gekiranger aprendan de las situaciones cotidianas que la vida les ofrece.
  - Elehung Kam Po (エレハン・キンポー Erehan Kinpō?): Es un gran maestro del estilo Geki Jū Elephant-Ken (激獣エレファント拳 Geki Jū Erefantoken?), que depende de un martillo meteoro utilizado haciendo payasadas juguetonas. Es un elefante antropomórfico, bastante pervertido con las mujeres, lo que le ha ganado el mote "Erohung". Su lema es "En la diversión, hay entrenamiento. El amante de lo mundano Elephant-Ken, Elehung Kam Po" (遊びの中に修行あり。世界が恋するエレファント拳 エレハン・キンポー！ Asobi no naka ni shugyō ari. Sekai ga koi suru Erefantoken, Erehan Kinpō!?)
  - Bat Li (バット・リー Batto Rī?): Es un gran maestro del estilo Geki Jū Bat-Ken (激獣バット拳 Geki Jū Battoken?) que aunque parece enfocarse en técnicas agraciadas y elegantes combinadas con belleza artística, en realidad confía en caer en una especie de trance al luchar. Tiene la apariencia de un murciélago antropomórfico vestido como un Barong. Terco y excéntrico, considera que colgar boca abajo es una excelente manera de liberar el estrés. Su lema es "Hay entrenamiento cuando estás en trance" (忘我の中に修行あり Bōga no naka ni shugyō ari?).
  - Sharkie Chan (シャッキー・チェン Shakkī Chen?): Es un gran maestro del estilo Geki Jū Shark-Ken (激獣シャーク拳 Geki Jū Shākuken?) que depende de un cuerpo resistente y que usa dos espadas gemelas. Tiene la apariencia de un tiburón blanco antropomórfico y suele llorar cuando se emociona. Vive en la isla desierta de Azoame, y hasta la actualidad no había tenido ningún alumno, Jan sería el primero al que enseñaría, lo que hizo que ambos se encariñaran mucho uno con otro. Su lema es "En el tiburoneo hay entrenamiento. ¡El Shark-Ken de dar o mejor, Sharkie Chan!" (シャッキーン！の中に修行あり。とにかく頑張るシャーク拳 シャッキー・チェン！ Shakkīn! no naka ni shugyō ari. Tonikaku ganbaru Shākuken, Shakkī Chen!?).
  - Gorie Yen (ゴリー・イェン Gorī Yen?): Representa al Corazón Furioso del triángulo, además de ser un gran maestro del Geki Jū Gorilla-Ken (激獣ゴリラ拳 Geki Jū Goriraken?) que combina poderosos puñetazos y técnicas de escalada. Así, es un gorila antropomórfico con una personalidad taciturna y recogida al que le encantan los plátanos. Se encontraba originalmente escribiendo una novela en Nueva York hasta que le llamaron para entrenar a los Gekiranger. Su lema es "El sabio salvaje. Raging Heart, Gorie Yen!" (荒ぶる賢人 「レイジング・ハート」 ゴリー・イェン！ Araburu Kenjin. "Reijingu Hāto," Gorī Yen!?).
  - Michelle Peng (ミシェル・ペング Misheru Pengu?): Representa la Técnica Suprema del triángulo, además de ser una gran maestra del estilo Geki Jū Penguin-Ken (激獣ペンギン拳 Geki Jū Penginken?) que utiliza las habilidades de los deportes de tabla en la batalla. Así, es una pingüina antropomórfica que trabajaba como directora de la rama de la SCRTC en Suecia cuando la llamaron para entrenar a los Gekiranger. Su lema es "La diosa de la lucha espléndida. Supreme Technique, Michelle Peng!" (華麗なる戦いの女神 「シュープリーム・テクニック」 ミシェル・ペング！ Kareinaru Tatakai no Megami. "Shūpurīmu Tekunikku," Misheru Pengu!?).
  - Bion Biao (ピョン・ピョウ Pyon Pyō?): Representa el Cuerpo Inmortal del triángulo, además de ser un gran maestro del estilo Geki Jū Gazelle-Ken (激獣ガゼル拳 Geki Jū Gazeruken?) que utiliza muchos tipos de ataques de patada. Así, es una gacela antropomórfica que trabajaba como monitor en un parque nacional de Kenia hasta que le llamaron para entrenar a los Gekiranger. Su lema es "El campocorto de la sabana. Undying Body, Bion Biao!" (サバンナの遊撃手 「アンダイイング・ボディ」 ピョン・ピョウ！ Sabanna no Yūgekishu. "Andaiingu Bodī," Pyon Pyō!?).
- Natsume Masaki (真咲 なつめ Masaki Natsume?): Es la hija de Miki, que va al colegio, y que ayuda a los Gekiranger en múltiples ocasiones. Jan siempre la llama "hija de Miki", un nombre que a ella no le gusta. Su postre favorito son las tartaletas de huevo y odia cuando alguien se come las suyas.
- Kentaro Hisatsu (久津 権太郎 Hisatsu Kentarō?): Es el padre de Ken, y director del departamento de desarrollo de herramientas especiales de la SCRTC. Posee un taller de barrio que lleva con la familia Hisatsu.
- Sachiko Hisatsu (久津 幸子 Hisatsu Sachiko?): Es la hermana pequeña de Ken. A pesar de ser la pequeña, no duda en mantener a su hermano mayor a raya cuando comienza una discusión con alguien.
- Dan (ダン Dan?): Es un practicante del estilo Geki Jū Tiger-Ken (激獣タイガー拳 Geki Jū Taigāken?) que era el pupilo estrella de Xia Fu y el maestro de Rio, Gō y Miki. También llamado Byakko (ビャッコ Byakko?), Dan podía acceder al Geki con muy poco esfuerzo, y que se manifestaba como un tigre blanco. A pesar de ser su superior, Rio veía a Dan como un rival e intentaba sobrepasarle. Aunque Dan intentó derrotar a Rio cuando se descarrió, fue asesinado, pero la causa de la muerte fue una herida que alguien le había hecho en una emboscada, lo que dejó las ansias de Rio de victoria frustradas al ver que había jugado con ventaja, haciendo su sed de poder más insaciable, y dejándole para siempre con esa espina clavada.

### Arsenal
- Geki Changer (ゲキチェンジャー Geki Chenjā?): Es el dispositivo de transformación de los Gekiranger. Se trata de dos dispositivos desarrollados por la SCRTC que se colocan sobre las manos a modo de guantes, y que sirven para amplificar el Geki del usuario, canalizando la transformación. Además de esta función principal, tienen otra función de almacenamiento, guardando varias herramientas, armas incluidas, en una dimensión de bolsillo accesible a través de los tres botones de los guantes. El comando completo de transformación es "¡Hervid! ¡Poderes de las bestias! Beast On!" (たぎれ！獣の力！ビースト・オン！ Tagire! Kemono no chikara! Bīsuto On!?), aunque basta con decir "Beast On!".
- Geki Nunchaku (ゲキヌンチャク Geki Nunchaku?): El arma básica personal de Geki Red, muy efectiva cuerpo a cuerpo. Al principio Jan no sabía manejarlo hasta que Retsu le enseñó a llevarlo con eficiencia, aunque lo hizo a regañadientes.
- Geki Tonfa (ゲキトンファー Geki Tonfā?): Las armas estándar de los Geki Ranger, un par de tonfas de alta tecnología que normalmente usan Geki Blue y Geki Yellow. Tienen dos modos, es modo estándar que normalmente usa Geki Blue, y el modo Bastón Largo en el que se combinan ambos en un solo arma y que suele usar Geki Yellow.
- Geki Bazooka (ゲキバズーカ Geki Bazūka?): Un bazooka decorado como un gato, a semejanza de Xia Fu. Al principio, los Gekiranger necesitaban dos minutos para cargarlo, hasta que se entrenaron lo suficiente para poder cargarlo en segundos. Al principio, era necesario que estuvieran los tres para que funcionara, pero llegó un punto en que se hicieron tan fuertes que uno solo podía manejarlo con el Geki suficiente.
- Geki Hammer (ゲキハンマー Geki Hanmā?): Un martillo meteoro decorado como un elefante que Geki Yellow recibió de Elehung una vez que logró dominar su esilo. La distancia que pueda alcanzar depende de la cantidad de Geki que se le infunda.
- Geki Fan (ゲキファン Geki Fan?): Un fan o abanico de guerra decorado como un murciélago que recibió Geki Blue de Bat Li al dominar su estilo. Se trata de una herramienta de combate elegante con varias aplicaciones ofensivas o defensivas, tanto abierto como cerrado. Retsu también puede invocar un segundo fan para un estilo doble Geki Fan.
- Geki Saber (ゲキセイバー Geki Seibā?): Un par de sables Dao que Jan recibió de Sharkie Chan al dominar su estilo. Tiene dos modos, el modo de espadas gemelas, y el modo combinado en el que ambas se juntan para formar una sola espada.
- Super Geki Claw (スーパーゲキクロー Sūpā Geki Kurō?): Un arma portátil de alta tecnología con forma de garra retráctil que funciona con Kageki. Con esta herramienta, los Gekiranger acceden a sus formas Super Gekiranger. Funciona con el comando "Super Beast On!" (スーパー・ビースト・オン！ Sūpā Bīsuto On!?).
- GongChanger (ゴングチェンジャー Jūken Henshin Buresu GonguChenjā?): Un dispositivo de transformación con apariencia de lobo que desarrolló la SCRTC para Gō como alternativa al Geki Changer, que era incompatible con su Shigeki único. Funciona con el comando "¡Eco! ¡El aullido de las bestias! Beast On!" (響け！獣の叫び！ビースト・オン！ Hibike! Kemono no sakebi! Bīsuto On!?), y le sirve para transformarse en Geki Violet.[3]
- SaiBlade (サイブレード SaiBurēdo?): El dispositivo de transformación de Geki Chopper, que se guarda en sus Geki Changers hasta que Ken los saca y usa el comando "¡Afílate, cuchilla de las bestias! Beast On!" (研ぎ澄ませ！獣の刃！ビースト・オン！ Togisumase! Kemono no yaiba! Bīsuto On!?) Se trata de un guante para la mano derecha con dos modos, SaiBlade Finger (サイブレードフィンガー SaiBurēdo Fingā?) que sirve como pistola, y SaiBlade Cutter (サイブレードカッター SaiBurēdo Kattā?), que sirve como cuchilla de mano.[4]
- Super SaiBlade (スーパーサイブレード Sūpā SaiBurēdo?): Es la combinación del SaiBlade con una Super Geki Claw. Esta arma la pueden usar tanto Geki Chopper como cualquier Super Gekiranger para ejecutar ataques. Normalmente, aparte de Geki Chopper, la usa Geki Red, aunque en una ocasión también la usó Super Geki Blue.
- SoZyuTo (操獣刀 Sōjūtō?, literalmente "Espada bestial virtuosa"): Una katana legendaria que puede invocar SaiDain, que originalmente perteneció a Brusa Ee y que sus estudiantes Kensei mencionaban podía terminar con la batalla con el Rin Jūken de un solo golpe. Es un tesoro del Jūken y se dice que el poder de Brusa Ee vive en ella, permitiendo al usuario romper la barrera de los siete sellos de los siete sabios e invocar el poder de SaiDain.

### Mechas
Los mechas de los Gekiranger, con formas de animales, se denominan Geki Beasts (ゲキビースト Geki Bīsuto?). Se tratan de proyecciones del Geki de los Gekiranger hechas físicas.
- Geki Tohja (ゲキトージャ Geki Tōja?)[Notas 3] es la combinación de las Geki Beasts primarias.
  - Geki Tiger (ゲキタイガー Geki Taigā?): La Geki Beast de Geki Red, un tigre.
  - Geki Cheetah (ゲキチーター Geki Chītā?): La Geki Beast de Geki Yellow, un guepardo.
  - Geki Jaguar (ゲキジャガー Geki Jagā?): La Geki Beast de Geki Blue, un jaguar.
- Geki Elephant (ゲキエレファント Geki erefantō?): Un elefante que está armado con un martillo meteoro llamado EleHammer (エレハンマー Erehanmā?).
- Geki Bat (ゲキバット GekiBatto?): Un murciélago, cuyas alas se convierten en cuchillas y que se puede usar para volar y efectuar ataques cortantes.
- Geki Shark (ゲキシャーク GekiShāku?): Un tiburón que proporciona una armadura y armas blancas, y que permite operar en entornos bajo el agua con facilidad.
- Geki Wolf (ゲキウルフ Geki Urufu?): La Geki Beast de Geki Violet, un lobo. Puede reemplazar a Geki Cheetah en el Geki Tohja o bien combinarse directamente con Geki Tiger y Geki Jaguar para formar a Geki Tohja Wolf.
- SaiDain (サイダイン SaiDain?): Es un rinoceronte gigante que creó Xia Fu usango la SoZyuTo y que se ocultaba en la estatua que protegía el Alma Geki (激気魂 Geki Damashii?) de Brusa Ee, y que tiene la habilidad de hacer florecer el poder de cualquier usuario del Jūken puro en su presencia, con la excepción de aquellos que se separaron del buen camino como los Kensei y los Kenma. A diferencia de las otras bestias, no es una manifestación del Geki. Puede adoptar la forma del SaiDaiŌ (サイダイオー SaiDaiŌ?),[Notas 4] que posee la espada  (砕大剣 Saidai Ken?) que extrae de su cuerno, y un escudo que forma de su espalda.
- Geki Fire (ゲキファイヤー Geki Faiyā?): Es la combinación de las tres Super Geki Beasts (スーパーゲキビースト Sūpā Geki Bīsuto?). Las bestias legendarias también pueden combinarse con GekiFire.
  - Geki Gorilla (ゲキゴリラ Geki Gorira?): Un gorila que maneja Geki Red.
  - Geki Penguin (ゲキペンギン Geki Pengin?): Un pingüino que maneja Geki Yellow.
  - Geki Gazelle (ゲキガゼル Geki Gazeru?): Una gacela que maneja Geki Blue.
- SaiDaiGeki Fire (サイダイゲキファイヤー SaiDaiGeki Faiyā?): SaiDain puede combinarse con Geki Gorilla para formar este centauro que pueden montar Geki Wolf, Geki Gazelle y Geki Penguin.
- SaiDaiGeki Tohja (サイダイゲキトージャ SaiDaiGeki Tōja?): Geki Tiger también puede combinarse con SaiDain para formar esta combinación, con Geki Cheetah, Geki Jaguar y Geki Wolf junto a él.[5]

### Rin Jūken Akugata
Rin Jūken Akugata (臨獣拳アクガタ Rin Jūken Akugata?, "Escuela Opuesta del Puño Bestial") son los antagonistas de la serie. Esta escuela de artes marciales se concentra en los principios de la selección natural, por los que solo los más fuertes pueden sobrevivir a un entrenamiento cruel e inhumano. Sus practicantes usan una forma de Qi denominada Rinki (臨気（りんき）?  "Qi opuesto"), que toma su poder de la oscuridad del corazón del usuario y que se usa para efectuar técnicas de combate llamadas Ringi. La forma definitiva de Rinki es el Dorinki (怒臨気（どりんき）?  "Anger Opposing Qi"), que se manifiesta a través de una rabia infinita y un deseo de destruirlo todo.
- Rio (理央?)/Black Lion Rio (黒獅子リオ Kurojishi Rio?): Es el líder del Rin Jūken, el más joven en liderar el Akugata y un experto en el Rin Jū Lion-Ken (臨獣ライオン拳 Rin Jū Raionken?), con el poder del león. Su estilo se concentra en el puro poder. El único interés de Rio es hacerse más fuerte, por un trauma de su pasado en el que, siendo pequeño, un monstruo mató a toda su familia la noche que Xia Fu le encontró y se hizo cargo de él, tomando Rio la determinación de que su único propósito en la vida fuera hacerse más fuerte para no volver a sufrir un dolor similar nunca jamás. En el pasado fue estudiante del Geki Jūken, lo que según los Kenma le limitaba en su búsqueda del poder pleno del Rin Jūken. Su lema es "Tan puramente feroz como el león, tan poderoso como el león. El destinado a gobernar el mundo, mi nombre es León Negro Rio." (丈きこと、獅子のごとく。強きこと、また獅子のごとく。世界を制する者、我が名は黒獅子リオ Takeki koto, shishi no gotoku. Tsuyoki koto, mata shishi no gotoku. Sekai o seisuru mono, waga na wa Kurojishi Rio?).
- Mele (メレ?): Es una practicante del estilo Rin Jū Chameleon-Ken (臨獣カメレオン拳 Rinjū Kamereonken?), con el poder del camaleón, que se concentra en ataques de sigilo y precisión. Ella vivió durante la rebelión GekiRin, y murió. Sin embargo, diez años antes del inicio de la serie, Rio la revivió como Rinrinsi porque ella tenía la misma necesidad de fuerza que él tenía, y le proporcionó lo suficiente de su propio Rinki para adoptar una forma humana completa. Desde entonces, Mele se enamoró profundamente de Rio, aunque él no la corresponde, y así lucha solo para probarle su amor, aunque ello le pueda costar la vida. Su lema es "Por el amor del Señor Rio yo vivo, por el amor del Señor Rio yo lucho como su guerrera del amor. ¡Señora del Rin Jū Chameleon-Ken, Mele!" (理央様の愛のために生き、理央様の愛のために戦うラブウォリアー。臨獣カメレオン拳使いメレ！ Rio-sama no ai no tame ni iki, Rio-sama no ai no tame ni tatakau rabu woriā. Rinjū Kamereonken tsukai Mere!?)
- Tres Kenma (三拳魔 San Kenma?, "Kenma" se traduce literalmente como "Puño Demoníaco"): Son el equivalente opuesto a los Kensei. Los tres eran originalmente humanos y fueron alumnos de Brusa Ee junto a los después Kensei. Pero sus ideas opuestas de miedo e ira como la fuente ideal de poder, combinadas con el rencor de Maku contra su mentor, les hicieron usar la técnica del cambio retorcido de cuerpo a Hombre Bestia que les dio sus formas actuales, tras lo cual mataron a Brusa Ee y se convirtieron en los fundadores de Akugata, iniciando la rebelión Geki-Rin. Perdieron la guerra cuando los Kensei les mataron sacrificando su humanidad en el proceso. Una vez que sus cuerpos fueron sellados, sus almas fueron selladas por separado en tres pulseras, los Kenma Bracelet (拳魔の腕輪 Kenma no Udewa?) creados por los Kensei, y que sirven como medio de comunicación de los Kenma con el exterior. Después de que, tras buscarlo, obtuviera el Veneno Verdadero, capaz de convertir la vida en muerte y la muerte en vida, Rio comenzó a resucitar a los Kenma para que le entrenaran.
  - Kenma del Cielo Kata (空の拳魔カタ Sora no Kenma Kata?): Es un gran maestro del estilo Rin Jū Hawk-Ken (臨獣ホーク拳 Rin Jū Hōkuken?), con el poder del halcón, cuyo estilo de lucha se enfoca en ataques aéreos y de genjutsu contra la mente del oponente. Su fuente de poder viene del odio y la malicia, y su lema es "En una batalla a muerte hay entrenamiento" (死闘の中に修行あり Shitō no naka ni shugyō ari?).
  - Kenma del Mar Rageku (海の拳魔ラゲク Umi no Kenma Rageku?): Es una gran maestra del estilo Rin Jū Jelly-Ken (臨獣ジェリー拳 Rin Jū Jerīken?), con el poder de la medusa, que permite a su usuario dejar que los ataques de su oponente pasen a través de él, neutralizándolos. Su entrenamiento se basa en los celos y la envidia, y su lema es "La envida está llena de poder. Kenma del Agua. Del Rin Jū Jelly-Ken, Rageku!" (嫉妬が力をくれる。海の拳魔 臨獣ジェリー拳のラゲク！ Shitto ga chikara o kureru. Umi no Kenma, Rin Jū Jerīken no Rageku!?).
  - Kenma de la Tierra Maku (大地の拳魔マク Daichi no Kenma Maku?): Es un gran maestro del estilo Rin Jū Bear-Ken (臨獣ベアー拳 Rin Jū Beāken?), que se enfoca en la fuerza bruta y en ataques con unas garras de oso que salen de sus muñecas. Saca el poder de su propia ira ardiente para infundirse un tremendo Dorinki, lo que le permitió a Maku reinar sobre los demás miembros del Rin Jūken como el líder y el guerrero más poderoso, transfiriendo parte de su poder a sus sirvientes escogidos. Su lema es "La ira es el poder para la dominación. Kenma de Tierra, del Rin Jū Bear-Ken, Maku!" (怒りで力を司る。大地の拳魔 臨獣ベアー拳のマク！ Ikari de chikara o tsukasadoru. Daichi no Kenma, Rin Jū Beāken no Maku!?).
- Rinshis (リンシーズ Rinshīzu?): Son los soldados de campo, guerreros jiangshi revividos por Rio efectuando la técnica Ringi llamada "Rinzai". Mere es su líder, que está a cargo de su desarrollo en algunos casos. Como usuarios de bajo nivel del Akugata, llevan máscaras formadas con un sombrero y una venda para los ojos, y usan como armas unas lanzas.

### Otros
- Long (ロン Ron?): Es un misterioso joven que aparece una vez han resucitado todos los Kenma, y que ayuda a Rio a recuperar el control del RinJūken cuando Maku le desplaza. Sin embargo, pronto se hace evidente que tiene unos motivos ocultos bajo sus acciones, y manipula a todos, de una u otra facción, a su antojo siguiendo la directriz de su propio plan secreto.
- Bae (バエ?): Es en realidad un practicante del estilo Geki Jū Fly-Ken (激獣フライ拳 Gekijū Furaiken?), que convierte las palabras del usuario en Geki. Luchó contra Mele durante la rebelión Geki-Rin, y acabó devorado por esta cuando asumió su forma de mosca al realizar una versión imperfecta de la técnica prohibida Geki Waza para derrotarla en vano. Sin embargo, la energía residual que Rio usó para resucitar a Mele tuvo el inesperado efecto secundario de resucitar también a Bae de forma limitada. Así, la vida de Bae depende de Mele y si se aleja demasiado tiempo de ella, morirá. Suele vivir en su estómago, pero cuando comienza una batalla entre un monstruo gigante y las Geki Beasts, sale por impulsa y actúa como comentarista de la batalla, animando a los Gekiranger hasta que termina la batalla y Mele se lo traga otra vez.

## Episodios
Los episodios en esta temporada se llaman "Lecciones". Todos los títulos comienzan con una onomatopeya japonesa, en referencia al modo de hablar de Jan
1. ¡Niki-Niki! Geki Jūken (ニキニキ！激獣拳 Niki-Niki! Geki Jūken?)
2. ¡Waki-Waki! Combinación Jūken (ワキワキ！獣拳合体 Waki-Waki! Jūken Gattai?)
3. ¡Shio-Shio! Poder de limpieza (シオシオ！そうじ力 Shio-Shio! Sōjiryoku?)
4. ¡Zowa-Zowa! Los cinco Veneno-Ken (ゾワゾワ！五毒拳 Zowa-Zowa! Godokuken?)
5. ¡Uja-Uja! ¿Qué debo hacer? (ウジャウジャ！どーすりゃいいの？ Uja-Uja! Dōsuryaīno??)
6. ¡Juwān! ¿Qué es eso? (ジュワーン！って、何？ Juwān! 'tte, Nani??)
7. ¡El baile Shuba-Shuba! (シュバシュバ踊ろう！ Shuba-Shuba Odorō!?)
8. ¡Koto-Koto… Atentamente Koto-Koto (コトコト・・・ひたすらコトコト Koto-Koto… Hitasura Koto-Koto?)
9. La mujer Kena-Kena (ケナケナの女 Kena-Kena no Onna?)
10. ¡Ataque Jara-Jara! El primer recado (ジャラジャラ襲撃！はじめてのおつかい Jara-Jara Shūgeki! Hajimete no Otsukai?)
11. ¡Ukya-Ukya! Armamento Jūken (ウキャウキャ！獣拳武装 Ukya-Ukya! Jūken Busō?)
12. ¡Zowan-Zowan! Comienza el entrenamiento Rin Jūken (ゾワンゾワン！臨獣拳、修行開始 Zowan-Zowan! Rin Jūken, Shugyō Kaishi?)
13. ¡Shin-Shin! El baile del espíritu (シンシン！精霊の舞い Shin-Shin! Seirei no Mai?)
14. ¡Netsu-Netsu! Olvida la técnica (ネツネツ！技を捨てろ Netsu-Netsu! Waza wo Sutero?)
15. ¡Howa-Howa! Las habilidades de mamá (ホワホワ！ママ業 Howa-Howa! Mama Gyō?)
16. ¡Jiri-Jiri! El Salón Rin Jū, clases particulares (ジリジリ！臨獣殿、課外授業 Jiri-Jiri! Rin Jūden, Kagai Jugyō?)
17. ¡Goro-Goro! Amor entre profesor y estudiante (ゴロゴロ！師弟愛 Goro-Goro! Shitei Ai?)
18. ¡Sharkin-Kīn! El cuerpo es fuerte (シャッキンキーン！身体、強い Shakkin-Kīn! Karada, Tsuyoi?)
19. ¡Gokin-Gokin! Enfrentamiento con Rio (ゴキンゴキン！理央と対決 Gokin-Gokin! Rio to Taiketsu?)
20. ¡Gicho-Gicho! La horma de la oposición al triángulo (ギチョギチョ！トライアングル対抗戦 Gicho-Gicho! Toraianguru Taikō Sen?)
21. ¡Biki-Biki-Biki-Biki! Extremadamente Kageki (ビキビキビキビキ！カゲキに過激気 Biki-Biki-Biki-Biki! Kageki ni Kageki?)
22. ¡Kyui-Kyui! Cita con una famosa (キュイキュイ！セレブとデート Kyui-Kyui! Serebu to Dēto?)
23. ¡Gure-Gure! La capitana Sukeban (グレグレ！スケ番キャプテン Gure-Gure! Sukeban Kyaputen?)
24. ¡Garu-Garu! ¿¡Qué es esto, hermanito!? (ガルガル！なんてこった、弟が！？ Garu-Garu! Nante Kotta, Otōto ga!??)
25. ¡Hine-Hine! Solo mi Shigeki (ヒネヒネ！俺だけの紫激気 Hine-Hine! Ore Dake no Shigeki?)
26. ¡Mohe-Mohe! Cuéntame tus preocupaciones (モヘモヘ！お悩み相談 Mohe-Mohe! Onayami Sōdan?)
27. ¡Beran-Beran! Arde, comentarista (ベランベラン！燃えよ実況 Beran-Beran! Moeyo Jikkyō?)
28. Con Bishi-Bishi Pikīn Osu! (ビシビシピキーンで押忍！ Bishi-Bishi Pikīn de Osu!?)
29. ¡Guda-Guda Here-Here! De compras (グダグダヘレヘレ！ショッピング Guda-Guda Here-Here! Shoppingu?)
30. La mujer Sei-Sei y Dō-Dō (セイセイでドウドウの女 Sei-Sei de Dō-Dō no Onna?)
31. ¡Nosotros Muni-Muni! (俺たちムニムニ！ Oretachi Muni-Muni!?)
32. ¡Zowangi-Zowango! La reunión, el pueblo del origen de la bestia (ゾワンギゾワンゴ！集結、獣源郷 Zowangi-Zowango! Shūketsu, Jūgenkyō?)
33. ¡Fure-Fure Gatchiri! Kung Fu Chūshingura (フレフレガッチリ！カンフー忠臣蔵 Fure-Fure Gatchiri! Kanfū Chūshingura?)
34. ¡El Dain-Dain de Gowan-Gowan! El gigante del Jūken, Kenzan (ゴワンゴワンのダインダイン！獣拳巨神、見参 Gowan-Gowan no Dain-Dain! Jūken Kyojin, Kenzan?)
35. ¡Gyuon-Gyuon! Florece el poder de la bestia (ギュオンギュオン！獣力開花 Gyuon-Gyuon! Jūriki Kaika?)
36. ¡Mukyu-Mukyu! Las tres hermanas ladronas (ムキュムキュ！怪盗三姉妹 Mukyu-Mukyu! Kaitō San Shimai?)
37. ¡Gyan-Gyan! La entrevista inútil de matrimonio (ギャンギャン！お見合い問答無用 Gyan-Gyan! Omiai Mondō Muyō?)
38. ¡Biba-Biba! Otro Retsu (ビバビバ！もう一人のレツ Biba-Biba! Mō Hitori no Retsu?)
39. ¡Uro-Uro! Los niños no vuelven (ウロウロ！帰らない子供たち Uro-Uro! Kaeranai Kodomotachi?)
40. ¡Cabeza, Bakān! La impresionante verdad (頭、バカーン！衝撃の事実 Atama, Bakān! Shōgeki no Jijitsu?)
41. ¡Zushi-Zushi! Se acabó (ズシズシ！もうやだ Zushi-Zushi! Mō Yada?)
42. ¡Wasshi-Wasshi siguiendo adelante! (ワッシワッシで乗り越えろ！ Wasshi-Wasshi de Norikoero!?)
43. ¡Hapi-Hapi! Merry Christmas, Osu (ハピハピ！メリークリスマス、押忍 Hapi-Hapi! Merī Kurisumasu, Osu?)
44. ¡Wafu-Wafu! La melodía de un padre (ワフワフ！父ちゃんのメロディ Wafu-Wafu! Tōchan no Merodi?)
45. ¡Pikīn! Enfrentamiento con el destino (ピキーン！宿命の対決 Pikīn! Shukumei no Taiketsu?)
46. Recuerdos Gyawa-Gyawa (ギャワギャワの記憶 Gyawa-Gyawa no Kioku?)
47. ¡Pika-Pika! Mi camino (ピカピカ！俺の道 Pika-Pika! Ore no Michi?)
48. ¡Saba-Saba! El juicio crucial del puño (サバサバ！いざ拳断 Saba-Saba! Iza Ken-Dan?)
49. ¡Zun-Zun! El Jūken continuará… (ズンズン！獣拳は、ずっと… Zun Zun! Jūken wa, Zutto…?)

### Películas
- Juken Sentai Gekiranger: Nei-Nei! Hou-Hou! Hong Kong Decisive Battle (電影版 獣拳戦隊ゲキレンジャー　ネイネイ！ホウホウ！香港大決戦 Den'eiban Jūken Sentai Gekirenjā Nei-Nei! Hō-Hō! Honkon Daikessen?): Estrenada el 4 de agosto de 2007[6][7]
- Juken Sentai Gekiranger vs. Boukenger (獣拳戦隊ゲキレンジャーＶＳボウケンジャー Jūken Sentai Gekirenjā tai Bōkenjā?): Película crossover entre Gekiranger y su serie predecesora GōGō Sentai Bōkenger. Estrenada el 18 de marzo de 2008[8]

## Reparto
- Jan Kandō: Hiroki Suzuki
- Ran Uzaki: Mina Fukui
- Retsu Fukami: Manpei Takagi
- Gō Fukami: Riki Miura
- Ken Hisatsu: Sōtarō
- Fake Retsu: Shinpei Takagi
- Miki Masaki: Kazue Itō
- Master Xia Fu: Ichirō Nagai
- Elehung Kam Po: Yū Mizushima
- Bat Li: Shūichi Ikeda
- Sharkie Chan: Hiroya Ishimaru
- Gorie Yen: Ryūzaburō Ōtomo
- Michelle Peng: Atsuko Tanaka
- Bion Biao: Takeshi Kusao
- Natsume Masaki: Sakina Kuwae
- Dan: Kenji Ōba
- Rio: Hirofumi Araki
- Mele: Yuka Hirata
- Kenma del Cielo Kata: Rokurō Naya
- Kenma del Mar Rageku: Naoko Kōda
- Kenma de la Tierra Maku: Hidekatsu Shibata
- Long: Naoki Kawano
- Bae: Akira Ishida
- Narrador: Kei Grant

## Temas musicales

### Tema de apertura
- Jūken Sentai Gekiranger (獣拳戦隊ゲキレンジャー Jūken Sentai Gekirenjā?)
  - Letra: Neko Oikawa
  - Música: Takafumi Iwasaki
  - Arreglos: Seiichi Kyōda
  - Intérprete: Takayoshi Tanimoto y Young Fresh

### Tema de cierre
- Tao (道（タオ） Tao?)
  - Letra: Shōko Fujibayashi
  - Música: Katsuki Maeda
  - Arreglos: Kazunori Miyake
  - Intérprete: Ichirō Mizuki y Young Fresh